# محمد التاجي
محمد التاجي (مواليد 28 أبريل 1954) ممثل مصري، شارك بأدوار ثانوية في عشرات الأفلام والمسلسلات التلفزيونية وله أدوار مسرحية أيضًا. وهو حفيد الممثل عبد الوارث عسر.

## أعماله
- حدائق الشيطان (مسلسل)
- المطارد (فيلم)
- البشاير (مسلسل)
- المتزوجون (مسرحية)
- ولاد تسعة (مسلسل)
- أبو هيبة في جبل الحلال (مسلسل)
- أبو ضحكة جنان (مسلسل)
- عفريت النهار (فيلم)
- فلانتينو (مسلسل)
- (ملوك الجدعنة (مسلسل)
- الزنكلوني (مسلسل)
- يونس ولد فضة (مسلسل)
- لعبة نيوتن (مسلسل)
- البراري و الحامول (مسلسل)

## استشهادات
1. ↑  "محمد التاجي - تمثيل فيلموجرافيا، صور، فيديو". elCinema.com. مؤرشف من الأصل في 2022-01-23. اطلع عليه بتاريخ 2022-05-06.
2. ↑  "محمد التاجي: أخذت عن جدي "عبد الوارث عسر" تدينه". الوطن. 27 أكتوبر 2017. مؤرشف من الأصل في 2017-10-28. اطلع عليه بتاريخ 2018-09-09.

## روابط خارجية
- محمد التاجي على موقع الدهليز
- محمد التاجي على موقع قاعدة بيانات الأفلام العربية